# Saeed Hooshidar
Saeed Hooshidar, född 23 augusti 1950 i Teheran, är en Iranskfödd dansare, koreograf och skådespelare.

## Filmografi
- 1984 – Ronja Rövardotter
- 1987 – Aida
- 1987 – Varuhuset (TV-serie)
- 1996 – Anna Holt – polis (TV-serie)
- 1997 – Emma åklagare (TV-serie)

## Teater

### Roller (ej komplett)
| År   | Roll     | Produktion                                                                | Regi            | Teater        |
| ---- | -------- | ------------------------------------------------------------------------- | --------------- | ------------- |
| 1979 | Roy      | A Chorus Line Marvin Hamlish och Edward Kleban                            | Michael Bennett | Oscarsteatern |
| 1980 | Portiern | Greven av Luxemburg Franz Lehár, Alfred Maria Willner och Robert Bodansky | Ivo Cramér      | Oscarsteatern |
| 1980 | Dansare  | HMS Pinafore Arthur Sullivan och W. S. Gilbert                            | Hans Alfredson  | Oscarsteatern |
| 1985 |          | Jesus Christ Superstar Andrew Lloyd-Webber och Tim Rice                   | Julie Arenal    | Göta Lejon    |
| 1986 | Jacob    | La cage aux folles Jerry Herman och Harvey Fierstein                      | Mary Bettini    | Oscarsteatern |

### Koreografi (ej komplett)
| År   | Produktion                   | Upphovsmän                                                                                       | Regi           | Teater                 |
| ---- | ---------------------------- | ------------------------------------------------------------------------------------------------ | -------------- | ---------------------- |
| 1983 | Sköna Helena La belle Hélène | Jacques Offenbach, Henri Meilhac och Ludovic Halévy Bearbetning Carsten Palmaer                  | Olof Willgren  | Fria Proteatern        |
| 1991 | Sköna Helena La belle Hélène | Jacques Offenbach, Henri Meilhac och Ludovic Halévy Bearbetning Gertrud Hemmel och Anders Albien | Georg Malvius  | Vasateatern            |
| 1999 | Stockholmsblod               | Olov Svedelid och Kalle Sörnäs                                                                   | Peter Harryson | Stockholms stadsteater |